# Graveyard Classics
Graveyard Classics är ett coveralbum av Six Feet Under. Det innehåller covers av populära låtar som till exempel "TNT" av AC/DC, "Smoke on the Water" av Deep Purple, "Purple Haze" av Jimi Hendrix och "In League with Satan" av Venom.

## Låtlista
1. "TNT" (AC/DC-cover) – 3:29
2. "Holocaust" (Savatage-cover) – 4:39
3. "Sweet Leaf" (Black Sabbath-cover) – 5:22
4. "Piranha" (Exodus-cover) – 3:50
5. "Son of a Bitch" (Accept-cover) – 3:39
6. "Stepping Stone" (The Monkees-cover) – 2:39
7. "Confused" (Angel Witch-cover) – 2:51
8. "California über Alles" (Dead Kennedys-cover) – 3:40
9. "Smoke on the Water" (Deep Purple-cover) – 5:24
10. "Blackout" (Scorpions-cover) – 3:43
11. "Purple Haze" (Jimi Hendrix-cover) – 2:52
12. "In League with Satan" (Venom-cover) – 3:58

Bonusspår (limited edition)
1. "War Machine" (Kiss-cover)  – 4:27
2. "Wrathchild" (Iron Maiden-cover) – 2:52
3. "Jailbreak" (Thin Lizzy-cover) – 4:08

## Medverkande
Musiker (Six Feet Under-medlemmar)
- Chris Barnes − sång
- Steve Swanson − gitarr
- Terry Butler − basgitarr
- Greg Gall − trummor

Bidragande musiker
- John Bush – sång (spår 10)

Produktion
- Brian Slagel – producent, ljudmix
- Chris Carroll – ljudtekniker
- Eddy Schreyer – mastering
- Paul Booth – omslagskonst
- Joe Giron – foto